# Molophilus ater
Molophilus ater là một loài ruồi trong họ Limoniidae. Chúng phân bố ở miền Cổ bắc.
- Tư liệu liên quan tới Molophilus ater tại Wikimedia Commons